# 日本伝合気柔術
日本伝合気柔術（にほんでんあいきじゅうじゅつ）は大東流合気柔術の一派。創始者は鶴山晃瑞。
別名、大東流三大技法とも言い、その特徴は柔術、合気柔術、合気之術の三段階にカリキュラムを区別している点である。
武田惣角門下において唯一存命の免許皆伝師範であった久琢磨の伝に拠って、久琢磨を日本伝合気柔術の初代宗家に、鶴山晃瑞が二代目宗家としている。鶴山晃瑞急死後は宗家の席は空位となっている。
他系統の大東流に比べて自派のみが大東流の全傳を継承している免許皆伝ルートであると主張し、他派の師範や大東流会派は柔術系、合気柔術系、合気之術系のいずれか1系統の技法のみを伝えているのに対して、自派は柔術、合気柔術、合気之術の全傳を余すところなく伝えていると言う主張を行った。またそれとは別に大東流には小野派一刀流系と柳生新陰流系の2系統の技術があるとの主張がなされていた。
日本伝合気柔術では大東流の歴史について「公武合体時代における新教育武道の完成を目指して東北諸藩の協力を得て、会津日新館内において研究開発された徳川時代における最も新しい総合武道であった」と言う独自の主張がされている。